# Арцила ди Новилара (Пезаро и Урбино)
Арцила ди Новилара је насеље у Италији у округу Пезаро и Урбино, региону Марке.
Према процени из 2011. у насељу је живело 52 становника. Насеље се налази на надморској висини од 57 м.